# Aluniș, Sălaj
Aluniș, până în 1926 Săplac, (în maghiară Szamosszéplak), este un sat în comuna Benesat din județul Sălaj, Transilvania, România.

## Așezare
Aluniș este o localitate pe Valea Someșului, stație de cale ferată între Baia Mare și Jibou, în apropiere de Strâmtoarea Țicăului, cunoscută până în anul 1926 cu numele de Someș-Săplac.

## Personalități
- Laurențiu Bran - preot greco-catolic în Aluniș între 1890 și 1942; primul român care a tradus poeziile lui Mihai Eminescu în limba maghiară.[4]
- Constantin Cobârzan (n. 19 nov. 1939) - profesor
- Grigore M. Croitoru ( n. 1 febr. 1939, Preoțești, com. Gorunești, jud. Vâlcea), profesor
- Maria V. Croitoru ( n.17 aug.1947) - profesor[5]